# Leukodystrophie
Als eine Leukodystrophie (Griechisches Kunstwort: λευκοδυστροφία, „weiße Gedeihstörung“ oder „Mangelzustand der weißen [Substanz]“; aus λευκός leukós, „weiß“, δυσ- dys-, „schlecht“, „mangelhaft“ und τροφή trophḗ, „Gedeihen“, „Wachstum“, „Ernährung“) wird eine Gruppe genetisch bedingter Stoffwechselkrankheiten bezeichnet, die eine fortschreitende Degeneration der weißen Substanz des Nervensystems bewirken. Dabei wird durch eine unvollständige Ausprägung bzw. durch Abbau des die Nerven umgebenden Myelins die Funktion der Nerven massiv beeinträchtigt. Die Betroffenen leiden daher an motorischen und anderen neurologischen Beeinträchtigungen.

## Einteilung
ICD-10-Schlüssel sind, soweit vorhanden, angegeben:
- Adrenoleukodystrophie, auch Addison-Schilder-Syndrom (E71.3)
- Farber-Syndrom (E75.2)
- Metachromatische Leukodystrophie (E75.2)
- Morbus Krabbe, auch Globoidzellleukodystrophie (E75.2)
- Pelizaeus-Merzbacher-Krankheit (E75.2)
- Canavan-Krankheit (E75.2)
- CACH-Syndrom (childhood ataxia with central hypomyelination, englisch für „Kindheits-Ataxie mit zentraler Mindermyelinisierung“) (E75.2)
- Alexander-Krankheit (E75.2)[2]
- Van-Bogaert-Scherer-Epstein-Syndrom, auch zerebrotendinöse Xanthomatose (E75.5)
- Niemann-Pick-Krankheit (E75.2)